# 曾绍传
曾绍传，江西金溪人，是一名清朝政治人物。
曾绍传曾于1871年接替陆鸿逵任嘉定县知县一职，1874年由魏畮先接任。